# ATP Johannesburg
Das ATP-Turnier von Johannesburg (offiziell SA Tennis Open) war ein südafrikanisches Tennisturnier der Herren. Der Wettbewerb wurde die meiste Zeit in Johannesburg im Freien auf Hartplatz veranstaltet.

## Geschichte
Die South African Championships blicken auf eine lange Geschichte zurück. Das erste Turnier fand 1891; es wurde bis 1967 vom Port Elizabeth Lawn Tennis Club ausgetragen und wechselte häufig den Austragungsort. Ab 1968 mit dem Beginn der Open Era hieß das Turnier South African Open, ab 1972 gehörte das Turnier zum Grand Prix Tennis Circuit bevor es 1990 seit der Gründung zur ATP Tour gehörte. Bis zu diesem Jahr wurde noch im Best-of-five-Format gespielt.
1993 und 1994 fand das Turnier je ein Jahr in Durban und Sun City statt, ehe es 1995 für ein vorerst letztes Mal nach Johannesburg zurückkehrte. Nach einer Auszeit von 1996 bis 2008 fand im Jahr 2009 erneut ein Tennisturnier in Johannesburg statt, das als SA Tennis Open ausgetragene Turnier war streng genommen aber nicht mehr dieselbe Veranstaltung, wird hier aber mitaufgeführt. Mit der Veranstaltung im Jahr 2011 wurde das Turnier endgültig eingestellt. Die Ausgaben seit 1990 fanden allesamt im Rahmen der ATP Tour 250 statt und der Belag war stets Hartplatz. Austragungsstätte war von 2009 bis 2011 der Casinokomplex Montecasino.

## Siegerliste der Open Era
Im Einzel konnten die US-Amerikaner Vitas Gerulaitis, Harold Solomon und Jimmy Connors sowie der Australier Rod Laver mit zwei Siegen das Turnier mehr als einmal gewinnen. Rechnet man die Austragungen in Durban und Sun City mit ein, dann kann man Aaron Krickstein ebenfalls mit zwei Titeln als Rekordsieger nennen; im Doppel war der Südafrikaner Frew McMillan mit vier Titeln am erfolgreichsten.

### Einzel
| Jahr                         | Sieger               | Finalgegner          | Finalergebnis           |
| ---------------------------- | -------------------- | -------------------- | ----------------------- |
| 2011                         | Kevin Anderson       | Somdev Devvarman     | 4:6, 6:3, 6:2           |
| 2010                         | Feliciano López      | Stéphane Robert      | 7:5, 6:1                |
| 2009                         | Jo-Wilfried Tsonga   | Jérémy Chardy        | 6:4, 7:65               |
| 1996–2008: nicht ausgetragen |                      |                      |                         |
| 1995                         | Martin Sinner        | Guillaume Raoux      | 6:1, 6:4                |
| 1994                         | Markus Zoecke        | Hendrik Dreekmann    | 6:4, 6:1                |
| 1993                         | Aaron Krickstein     | Grant Stafford       | 6:3, 7:6                |
| 1992                         | Aaron Krickstein     | Alexander Wolkow     | 6:4, 6:4                |
| 1990–1991: nicht ausgetragen |                      |                      |                         |
| 1989                         | Christo van Rensburg | Paul Chamberlin      | 6:4, 7:6, 6:3           |
| 1988                         | Jakob Hlasek         | Christo van Rensburg | 6:7, 6:4, 6:1, 7:6      |
| 1987                         | Pat Cash             | Brad Gilbert         | 7:6, 4:6, 2:6, 6:0, 6:1 |
| 1986                         | Amos Mansdorf        | Matt Anger           | 6:3, 3:6, 6:2, 7:5      |
| 1985                         | Matt Anger           | Brad Gilbert         | 6:4, 3:6, 6:3, 6:2      |
| 1984                         | Eliot Teltscher      | Vitas Gerulaitis     | 6:3, 6:1, 7:6           |
| 1983                         | Johan Kriek          | Colin Dowdeswell     | 6:4, 4:6, 1:6, 7:5, 6:3 |
| 1982                         | Vitas Gerulaitis (2) | Guillermo Vilas      | 7:6, 6:2, 4:6, 7:6      |
| 1981                         | Vitas Gerulaitis (1) | Jeff Borowiak        | 6:4, 7:6, 6:1           |
| 1980                         | Kim Warwick          | Fritz Buehning       | 6:2, 6:1, 6:2           |
| 1979                         | Andrew Pattison      | Víctor Pecci         | 2:6, 6:3, 6:2, 6:3      |
| 1978                         | Tim Gullikson        | Harold Solomon       | 2:6, 7:6, 7:6, 6:7, 6:4 |
| 1977                         | Guillermo Vilas      | Buster Mottram       | 7:6, 6:3, 6:4           |
| 1976                         | Harold Solomon (2)   | Brian Gottfried      | 6:2, 6:7, 6:3, 6:4      |
| 1975                         | Harold Solomon (1)   | Brian Gottfried      | 6:2, 6:4, 5:7, 6:1      |
| 1974                         | Jimmy Connors (2)    | Arthur Ashe          | 7:6, 6:3, 6:1           |
| 1973                         | Jimmy Connors (1)    | Arthur Ashe          | 6:4, 7:6, 6:3           |
| 1972                         | Cliff Richey         | Manuel Orantes       | 6:4, 7:5, 3:6, 6:4      |
| 1971                         | Ken Rosewall         | Fred Stolle          | 6:4, 6:0, 6:4           |
| 1970                         | Rod Laver (2)        | Frew McMillan        | 4:6, 6:2, 6:1, 6:2      |
| 1969                         | Rod Laver (1)        | Tom Okker            | 6:3, 10:8, 6:3          |
| 1968                         | Tom Okker            | Marty Riessen        | 12:10, 6:1, 6:4         |

### Doppel
| Jahr                         | Sieger                                        | Finalgegner                       | Finalergebnis             |
| ---------------------------- | --------------------------------------------- | --------------------------------- | ------------------------- |
| 2011                         | Jamie Cerretani Adil Shamasdin                | Scott Lipsky Rajeev Ram           | 6:3, 3:6, [10:7]          |
| 2010                         | Rohan Bopanna Aisam-ul-Haq Qureshi            | Karol Beck Harel Levy             | 2:6, 6:3, [10:5]          |
| 2009                         | Jamie Cerretani Dick Norman                   | Rik De Voest Ashley Fisher        | 6:77, 6:2, [14:12]        |
| 1996–2008: nicht ausgetragen |                                               |                                   |                           |
| 1995                         | Rodolphe Gilbert Guillaume Raoux              | Martin Sinner Joost Winnink       | 6:4, 3:6, 6:3             |
| 1994                         | Marius Barnard Brent Haygarth                 | Ellis Ferreira Grant Stafford     | 6:3, 7:5                  |
| 1993                         | Lan Bale Byron Black                          | Johan de Beer Marcos Ondruska     | 7:6, 6:2                  |
| 1992                         | Pieter Aldrich Danie Visser                   | Wayne Ferreira Piet Norval        | 6:4, 6:4                  |
| 1990–1991: nicht ausgetragen |                                               |                                   |                           |
| 1989                         | Luke Jensen Richey Reneberg                   | Kelly Jones Joey Rive             | 6:0, 6:4                  |
| 1988                         | Kevin Curren (2) David Pate (2)               | Gary Muller Tim Wilkison          | 7:6, 6:4                  |
| 1987                         | Kevin Curren (1) David Pate (1)               | Eric Korita Brad Pearce           | 6:4, 6:4                  |
| 1986                         | Mike DePalmer Christo van Rensburg (2)        | Andrés Gómez Sherwood Stewart     | 3:6, 6:2, 7:6             |
| 1985                         | Colin Dowdeswell (2) Christo van Rensburg (1) | Amos Mansdorf Shahar Perkiss      | 3:6, 7:6, 6:4             |
| 1984                         | Tracy Delatte Francisco González              | Steve Meister Eliot Teltscher     | 7:6, 6:1                  |
| 1983                         | Steve Meister Brian Teacher                   | Andrés Gómez Sherwood Stewart     | 6:7, 7:6, 6:2             |
| 1982                         | Brian Gottfried (2) Frew McMillan (4)         | Shlomo Glickstein Andrew Pattison | 6:2, 6:2                  |
| 1981                         | Terry Moor John Yuill                         | Fritz Buehning Russell Simpson    | 6:3, 5:7, 6:4, 6:7, 12:10 |
| 1980                         | Bob Lutz (2) Stan Smith (2)                   | Heinz Günthardt Paul McNamee      | 6:7, 6:3, 6:4             |
| 1979                         | Bob Hewitt (3) Frew McMillan (3)              | Mike Cahill Buster Mottram        | 1:6, 6:1, 6:4             |
| 1978                         | Peter Fleming Raymond Moore                   | Bob Hewitt Frew McMillan          | 6:3, 7:6                  |
| 1977                         | Bob Lutz (1) Stan Smith (1)                   | Peter Fleming Raymond Moore       | 6:3, 7:5, 6:7, 7:6        |
| 1976                         | Brian Gottfried (1) Sherwood Stewart          | Juan Gisbert Stan Smith           | 1:6, 6:1, 6:2, 7:6        |
| 1975                         | Bob Hewitt (2) Frew McMillan (2)              | Karl Meiler Charlie Pasarell      | 7:5, 6:4                  |
| 1974                         | Bob Hewitt (1) Frew McMillan (1)              | Tom Okker Marty Riessen           | 7:6, 6:4, 6:3             |
| 1973                         | Tom Okker Arthur Ashe                         | Lew Hoad Bob Maud                 | 6:2, 4:6, 6:2, 6:4        |
| 1968–1972: unbekannt         |                                               |                                   |                           |